# Cornelis Adriaenszn Gael (I)

Cornelis Adriaenszn Gael (Pieter de Goeje)

Cornelis Adriaenszn Gael (Haarlem, ca. 1590 – Amsterdam, begraven op 31 mei 1672) was een Noord-Nederlandse landschapsschilder uit de Gouden Eeuw. Hij schilderde landschappen, historiestukken en portretten in de traditie van de Noord-Nederlandse schilderkunst in de eerste helft van de 17e eeuw. 

## Biografie
Cornelis Gael was de oudste zoon van Haarlemse bierbrouwer Adriaen Janszn Gael. Hij kreeg een conflict met zijn broer Adriaen over de erfenis van hun ouders dat escaleerde in fysiek geweld. In 1625 ging hij in Amsterdam in ondertrouw met Aeltie Jacobsdr. Noorman, met wie hij aanvankelijk in Amsterdam woonde. Kort daarna vestigde het echtpaar zich in Haarlem, waar zij ten minste vier kinderen kregen, waaronder de schilder Barent Gael.
Van 1628 tot 1661 was Gael lid van het Haarlemse Sint-Lucasgilde. In 1657 werd hij failliet verklaard, waarna zijn bezittingen, waaronder vier huizen, werden geveild. Na zijn faillissement verhuisde hij met twee zonen naar Amsterdam. Gael overleed in mei 1672 in Amsterdam en werd op 31 mei van dat jaar begraven in de Nieuwe Kerk. Hoewel hij na zijn faillissement vermoedelijk minder welgesteld was, woonde hij ten tijde van zijn overlijden aan de Keizersgracht.
Hij leerde zijn zoon Barent Gael het schildersvak.